# 好乐迪 (中国大陆)
上海好乐迪餐饮娱乐有限公司，是中国的一家卡拉OK连锁公司，與台灣好樂迪並無股權投資關係。

## 门市分布
- 上海市、大连市、哈尔滨市、重庆市、北京市、西安市、昆明市、金华市、宁波市、長沙市、武漢市、杭州市、成都市、苏州市、深圳市、天津市、肇庆市[1]。